# Питат (лунный кратер)
Кратер Питат (лат. Pitatus) — большой древний ударный кратер в области южного побережья Моря Облаков на видимой стороне Луны. Название присвоено в честь итальянского астронома и математика Пьетро Питата (около 1500—1560) и утверждено Международным астрономическим союзом в 1935 г. Образование кратера относится к нектарскому периоду.

## Описание кратера
Ближайшими соседями кратера являются кратер Гесиод примыкающий к западной части вала кратера Питат; кратер Вольф на севере-северо-западе; кратер Липперсгей на северо-востоке; кратер Деландр на востоке-юго-востоке; кратер Гаурико на юге и кратер Вурцельбауэр на юге-юго-западе. На севере от кратера Питат расположено Море Облаков, на западе-юго-западе Болото Эпидемий. Селенографические координаты центра кратера 29°53′ ю. ш. 13°32′ з. д. / 29,88° ю. ш. 13,53° з. д., диаметр 100,6 км, глубина 680 м.
Кратер Питат имеет полигональную форму и затоплен темной базальтовой лавой над поверхностью которой выступает вершина вала. Вал имеет сложную форму, значительно разрушен, прорезан потоками лавы, рассечен долинами концентричными по отношению к валу и отмечен небольшими кратерами по всему периметру. В северной части вал практически полностью разрушен. Внутренний склон вала в южной части имеет ярко выраженную террасовидную структуру. Дно чаши выровнено лавой, у подножия внутреннего склона по всему периметру кратера при застывании лавы образовалась сеть борозд — борозды Питата. В восточной части чаши расположены несколько невысоких холмов. Массивный центральный пик высотой около 1000 м и состоящий из анортозита (A) и габбро-норито-троктолитового анортозита с содержанием плагиоклаза 85-90 % (GNTA1)несколько смещен к северо-западу от центра чаши. К востоку от кратера Питат расположена касательная по отношению к валу цепочка кратеров (сателлитные кратеры Гаурико M, Питат B, N, P и G). В 60-е годы высказывалось предположение о вулканическом происхождении данной цепочки, но сегодня считается, что она образована вторичными импактами при образовании бассейна Моря Дождей.
Дно чаши кратера Питат отмечено светлыми лучами от кратера Тихо и имеет яркость 2 ½° по таблице яркостей Шрётера.

## Сечение кратера
На приведенном графике представлено сечение кратера в различных направлениях, масштаб по оси ординат указан в футах, масштаб в метрах указан в верхней правой части иллюстрации.

## Сателлитные кратеры
| Питат | Координаты                                            | Диаметр, км |
| ----- | ----------------------------------------------------- | ----------- |
| A     | 31°28′ ю. ш. 13°14′ з. д. / 31,46° ю. ш. 13,23° з. д. | 6,0         |
| B     | 32°09′ ю. ш. 10°29′ з. д. / 32,15° ю. ш. 10,48° з. д. | 18,3        |
| C     | 28°30′ ю. ш. 12°30′ з. д. / 28,5° ю. ш. 12,5° з. д.   | 12,1        |
| D     | 30°54′ ю. ш. 12°00′ з. д. / 30,9° ю. ш. 12° з. д.     | 9,7         |
| E     | 28°56′ ю. ш. 10°11′ з. д. / 28,93° ю. ш. 10,19° з. д. | 5,8         |
| G     | 29°50′ ю. ш. 11°23′ з. д. / 29,83° ю. ш. 11,38° з. д. | 16,4        |
| H     | 30°38′ ю. ш. 15°46′ з. д. / 30,63° ю. ш. 15,77° з. д. | 14,4        |
| J     | 26°32′ ю. ш. 13°35′ з. д. / 26,53° ю. ш. 13,58° з. д. | 4,7         |
| K     | 30°25′ ю. ш. 8°57′ з. д. / 30,42° ю. ш. 8,95° з. д.   | 5,1         |
| L     | 29°06′ ю. ш. 8°41′ з. д. / 29,1° ю. ш. 8,68° з. д.    | 4,5         |
| M     | 32°10′ ю. ш. 11°05′ з. д. / 32,16° ю. ш. 11,09° з. д. | 14,2        |
| N     | 31°12′ ю. ш. 10°53′ з. д. / 31,2° ю. ш. 10,89° з. д.  | 12,4        |
| P     | 30°53′ ю. ш. 10°56′ з. д. / 30,88° ю. ш. 10,93° з. д. | 14,5        |
| Q     | 30°26′ ю. ш. 10°52′ з. д. / 30,44° ю. ш. 10,86° з. д. | 11,7        |
| R     | 31°13′ ю. ш. 14°44′ з. д. / 31,21° ю. ш. 14,73° з. д. | 6,4         |
| S     | 27°21′ ю. ш. 14°06′ з. д. / 27,35° ю. ш. 14,1° з. д.  | 13,1        |
| T     | 29°25′ ю. ш. 11°13′ з. д. / 29,41° ю. ш. 11,22° з. д. | 4,8         |
| V     | 29°01′ ю. ш. 11°43′ з. д. / 29,02° ю. ш. 11,71° з. д. | 4,9         |
| W     | 27°59′ ю. ш. 11°10′ з. д. / 27,98° ю. ш. 11,17° з. д. | 12,8        |
| X     | 28°30′ ю. ш. 11°38′ з. д. / 28,5° ю. ш. 11,63° з. д.  | 18,6        |
| Z     | 28°23′ ю. ш. 10°29′ з. д. / 28,38° ю. ш. 10,48° з. д. | 23,5        |